# Sojuz 22
Sojuz 22 byla kosmická loď SSSR z roku 1976, která se svou posádkou absolvovala let na oběžnou dráhu Země, poprvé v rámci programu Interkosmos a mimo orbitální stanice. Podle katalogu COSPAR dostala označení 1976-093A a byla 57. registrovaným pilotovaným kosmickým letem. Jejím volacím znakem byl JASTREB.

## Posádka
Dvoučlennou posádku tvořili tito kosmonauti:
- Valerij Bykovskij, 42 let, velitel, druhý let
- Vladimir Aksjonov, 41 let, palubní inženýr, první let

## Průběh letu

### Start
Loď odstartovala 15. září 1976 dopoledne z kosmodromu Bajkonur s pomocí stejnojmenné rakety Sojuz. Dostala se na oběžnou dráhu ve výšce 185 – 296 km s dobou oběhu 89 minut.

### Práce na orbitě
Postupně došlo k dalším korekcím dráhy, která tím byla zvýšena na 249 – 259 km. Hlavním cílem letu bylo vyzkoušet multispektrální kameru MKF-6 vyrobenou v NDR, národním podniku Carl Zeiss Jena. Kamera o hmotnosti 150 kg byla důkladně vyzkoušena a po letu bylo rozhodnuto ji zařadit do všech misí k Saljutům. V této misi s ní kosmonauti snímkovali území NDR, Bulharska a SSSR. Mimo fotografování se posádka věnovala experimentům biologického výzkumu na zařízeních BIOKAT a BIOGRAVISTAT.

### Konec mise
Kabina s oběma kosmonauty přistála měkce s pomocí padáků a brzdících motorů 23. září 1976 ráno asi 150 km od Celinogradu v Kazachstánu. Celá mise Sojuzu 22 trvala necelých 8 dní, tj. 189 hodin. Loď vykonala s oběma pasažéry 127 oběhů kolem Země.

## Konstrukce lodě
Při přípravě společného letu Sojuz-Apollo byla vyrobena také rezervní loď. Nebylo jí tehdy potřeba, a proto byla použita nyní, pro program Interkosmos. Byla poupravena odstraněním některých antén, polohových světel, demontováno bylo zde zbytečné spojovací zařízení.
Udaná startovací hmotnost byla 6570 kg. Loď se obdobně jako ostatní lodě Sojuz skládala ze tří částí, kulovité orbitální sekce, návratové kabiny a sekce přístrojové. Místo spojovacího zařízení byla namontována kamera.